# Quantum and Woody
Quantum and Woody est un comics créé par M. D. Bright et Christopher Priest en 1997 pour Acclaim Comics.

## Historique

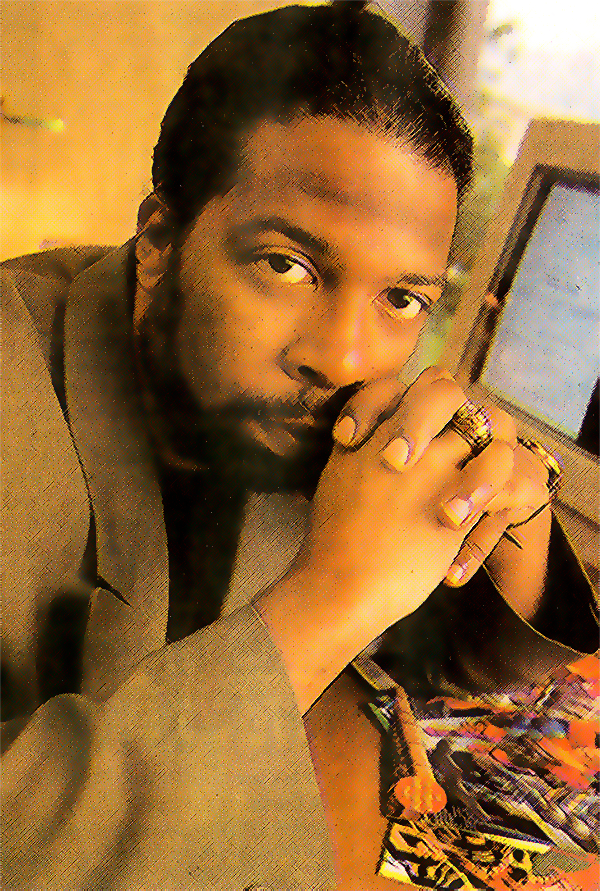
Christopher J. Priest

En 1997 Fabian Nicieza, responsable éditorial d'Acclaim Comics (connu précédemment sous le nom de Valiant Comics) demande à Christopher Priest de créer une série dans le même esprit que Power Man and Iron Fist. Priest propose que M. D. Bright soit le dessinateur du comics. Bright suggère que contrairement à Power Man and Iron Fist, ce soit le personnage noir qui soit le plus posé alors que le blanc est irresponsable. Sur cette trame, ils élaborent les grandes lignes du comics dont le premier épisode sort en juin 1997. La série est arrêtée en juin 1998. Elle reprend en septembre 1999 avec le numéro 32, comme si l'interruption n'avait pas eu lieu. En octobre 1999 paraît le numéro 18. L'idée était que la reprise de la série devait conduire au numéro 32. Cependant en février 2000, au numéro 21, la série est définitivement arrêtée.
En 2007, les droits des personnages Valiant sont rachetés et en mai 2012 la nouvelle maison d'édition, baptisée Valiant Entertainment, publie son premier comics. En juillet 2013 une nouvelle série de Quantum et Woody de  James Asmus au scénario et Tom Fowler au dessin est distribuée. Elle dure 13 numéros et n'a pas de liens avec le comics de 1997. Priest et Bright proposent quant à eux une mini-série reprenant leurs personnages des années 1990. En 2017, une nouvelle série écrite par Daniel Kibblesmith est proposée.